# Província de Carchi
Carchi és una de les 22 províncies de l'Equador, situada a l'extrem nord i fronterera amb Colòmbia. La seva capital és Tulcán, té 152.939 habitants (2001) i 3.790 km². La capital ha adquirit una certa importància pel fet de ser el punt fronterer més important del país amb Colòmbia. Cal destacar la vall del Chota, zona amb una important comunitat afroequatoriana. En els darrers anys la província ha sofert problemes per les incursions puntuals d grups guerrillers de les FARC colombianes.
La província consta de 6 cantons (localitat principal entre parèntesis):
- Bolívar (Bolívar)
- Espejo (El Ángel)
- Mira (Mira)
- Montúfar (San Gabriel)
- San Pedro de Huaca (Huaca)
- Tulcán (Tulcán)